# 梁家
梁家（1921年—2014年12月1日），广东省广州市人，中华人民共和国政治人物。
早年参加广东青年抗日先锋队，后参加东江纵队、粤桂滇边纵队。1948年，任滇桂黔边区纵队第一团政委、七团政委。1979年，任中共云南省委研究室主任。1983年，升任中共云南省委统战部部长、政协副主席。1983年12月至1985年8月，任中共云南省委副书记。1985年，升任云南省政协主席。2014年去世。